# تایرن (جورجیا)
تایرن، جرجیا (به انگلیسی: Tyrone, Georgia) یک منطقهٔ مسکونی در ایالات متحده آمریکا است که در شهرستان فایت، جورجیا واقع شده‌است.

## خصوصیات
تایرن ۶٬۸۷۹ نفر جمعیت دارد و ۲۹۹ متر بالاتر از سطح دریا واقع شده‌است.